# Carl au carré
Pour les articles homonymes, voir Carl.
Carl au carré, souvent abrégé en Carl² (Carl Squared ou Carl²; Каролек² en Russe) est une série télévisée d'animation canadienne/Russe en 65 épisodes de 22 minutes, créée par Eva Almos et Jennifer Cowan, produite par Portfolio Entertainment et diffusée entre le 7 août 2005 et le 23 janvier 2011 sur Teletoon et Канал Disney.
Au Québec, elle est diffusée à partir du 3 septembre 2005 sur Télétoon, et en France sur Canal+ dans Canaille +.

## Synopsis
Carl Crashman, un adolescent de 14 ans, obtient un clone par Internet. Il l'a appelé C2 et partage son secret avec son meilleur ami Jamie James. C2 est bien-sûr une source de troubles pour Carl.

## Voix québécoises
- Joël Legendre : Carl / C2
- Sébastien Reding : Jamie
- Geneviève Désilets : Skye
- Bianca Gervais : Chloé
- Élise Bertrand : Dr Janette
- Alain Sauvage : Bernard
- Philippe Martin : Jamie (chant)
- Marie-Ève Côté : Skye (chant)
- Catherine Bonneau : Lorna
- Daniel Lesourd : M. Agar
- Stéphane Rivard : M. Agar (2e voix)
- Nicolas Charbonneaux-Collombet : Damien
- François Sasseville : Jay Lenoir
- Hugolin Chevrette : Raoul Bras-De-Fer

 Source et légende : version québécoise (VQ) sur Doublage.qc.ca

## Personnages
- Carl Crashman : Le personnage principal.
- C2 : Le clone de Carl.
- Jamie James : Le meilleur ami de Carl.
- Skye Blue : La petite amie de Carl.
- Chloé Crashman : La sœur aînée et « gothique » de Carl.
- Dr Janette Crashman : La mère de Carl.
- Barney Crashman : Le père de Carl.
- Rex : Le chien des Crashman.
- Lorna Lookman : La voisine « étrange » de Carl.

## Épisodes

### Première saison (2005-2006)
1. L'art d'être Carl (Art of Being Carl)
2. Carl, vrai ou faux (Carl, True or False)
3. Une urgence pour le Dr Carl (Paging Dr Carl)
4. Roméo et Juliette (Romeo and Juliet)
5. Carl le magnifique (Carl the Magnificent)
6. Carl l'aventurier (Carl of the Wild)
7. Le chat descendra-t-il de l'arbre (Tree to be C2 and Me)
8. La légende des deux Carl (Tale of Two Carls)
9. Comme à la télé (A Seen on TV)
10. Bébé Robot (Cry Robot)
11. Peur bleue à l'Halloween (Scare to Remember)
12. C2 est amoureux (C2 Loves Lorna)
13. Le Noël d'un clone (A Clone's Christmas)
14. Un ami généreux (Carl Bullied)
15. Carl et le boa (Carl Scared)
16. L'autre Carl (The Remplacement Carl)
17. Le grand nettoyage (Time to Lean, Time to Clean)
18. Une simple erreur (Grade 'A' Disaster)
19. Étoile d'un jour (Take your Clone to Work Day)
20. Fausse accusation (Chad to the Bone)
21. La mascotte (Marshal Awe)
22. Comme chien et chat (Sibling Rivalry)
23. L'anniversaire du siècle (The Birthday Boy(s))
24. Opération Grenouilles (It's a Frog's Life)
25. Un choix douloureux (Carl Pierced)
26. Reviens, C2 ! (Clone Come Home)

### Deuxième saison (hiver 2007)
1. On a perdu Carl (Carl Lost)
2. La nuit des clones vivants (The Night of the Living Clones)
3. Carl prend du galon (Carl Supersized)
4. Carl a du pain sur la planche (Chairman of the Borders)
5. La vie sans C2 (Gone to the Dogs)
6. La chute des idoles (Pride Goeth Before a Wipeout)
7. Silence, on tourne ! (Lights, Camera, Carl !)
8. Lorna enquête (Clone Scene Investigations)
9. Techno Malheur (Carl's Techno-Jinx)
10. Super Maman (Mom's Da Bomb !)
11. Mauvaise rencontre (Clone Encounters)
12. Carl sous les projecteurs (Spotlight on Carl)
13. La rançon de la célébrité (The Fame Game)

### Troisième saison (été 2007)
1. Rancœurs de rockeurs (Band of Bothers)
2. Amène ta viande (Where's the Meat ?)
3. Double rappel (Titre original inconnu)
4. Rien ne sert de courir (Running Into Trouble)
5. La fin des Carl? (Doomsday)
6. Vieilles moisissures (Mouldy Oldie)
7. Cousin - cousine (My Cousin Carlotta)
8. Mon clone-gardien (Got Your Back)
9. Chauve qui poux! (When Good Clones Go Bald)
10. Mamie a toute sa tête (Merry Christmas, Grandma Crashman)
11. La vie de château (Good Deeds Done Dirt Cheap)
12. Une grippe de chien (Doggone Flu)
13. Invité indésirable (Party Animal)

### Quatrième saison (2010-2011)
1. No Time for Clones
2. Bear Necessities
3. Love of the Game
4. Summer Cramp
5. Rex2Rex
6. Two Thongs Don't Make it Right
7. Foreign X-Stranged
8. Community Carl
9. Cloned Crusader
10. In Carl We Trust
11. Ultra-Marooned Mystery Part 1
12. Ultra-Marooned Mystery Part 2
13. Salem Clone Hunt